# Muzeum moderního umění (Lublaň)
Muzeum moderního umění (slovinsky Moderna galerija) ve slovinské Lublani je ústřední muzeum a galerie slovinských uměleckých sbírek od 20. do 21. století. 

## Dějiny
Muzeum bylo zřízeno dekretem vlády Socialistické republiky Slovinsko dne 30. prosinci 1947 a veřejnosti bylo oficiálně otevřeno dne 3. ledna 1948. Jeho centrální budova, navržená Edvardem Ravnikarem, byla postavena v roce 1948. Dne 26. listopadu 2011 bylo muzeum rozšířeno o Metelkovo muzeum současného umění, které se nachází v Metelkově ulici (Metelkova ulica).